# Muswellbrook
Muswellbrook is een kleine stad in New South Wales (Zuidoost-Australië.  
De stad ligt in de regio Hunter Valley, ongeveer 280 km ten noorden van Sydney. Het gebied werd ontdekt door Chief Constable John Howe in 1819 en kreeg in 1833 stadsrechten. De huidige bevolking telt ongeveer 10.500 personen.
Het gebied staat vooral bekend om zijn mijnbouw en paardenfokkerijen. Ten zuiden van Muswellbrook liggen twee kolengestookte energiecentrales, Liddell en Bayswater. Ze leveren voor ongeveer 500 mensen werk op.
Muswellbrook wordt genoemd in het nummer Black Friday van Steely Dans album Katy Lied (1975).
Muswellbrook is de geboortestad van de gitarist Tommy Emmanuel.

## Externe links

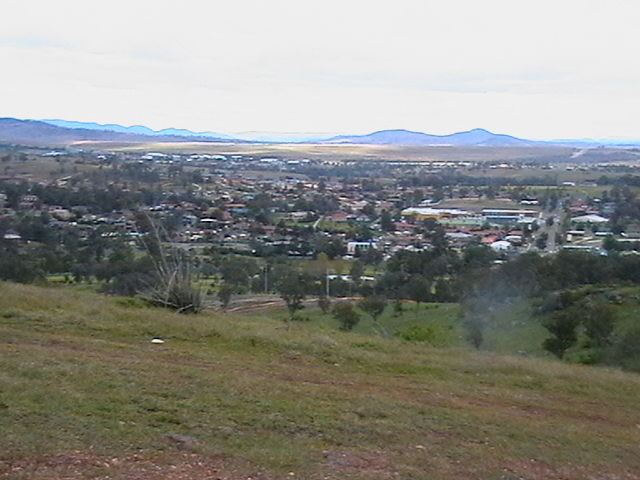
Uitzicht op Muswellbrook.